# Zuzana
Zuzana es un obús autopropulsado de 155 mm eslovaco y un cargador automático para la carga tanto de proyectiles como de la carga. Es una evolución del obús autopropulsado DANA de 152 mm.
El sistema presenta un alcance amplio, alta precisión y velocidad de disparo, preparación rápida para el disparo y un alto nivel de movilidad garantizados por un chasis TATRA 8x8 modificado. El diseño del obús permite utilizar cualquier munición estándar de 155 mm de la OTAN disponible en el mercado. El sistema de control de fuego permite un modo de impacto simultáneo de múltiples municiones (MRSI). Una de las características únicas de ZUZANA es que el cañón está montado externamente entre dos compartimentos totalmente separados de la torreta. Esto hace que la tripulación esté inherentemente a salvo de cualquier mecanismo potencialmente peligroso del obús y el autocargador, además de que la tripulación está protegida de los gases generados durante el disparo.